# Младост (футбольный клуб, Велика-Обарска)
«Мла́дост» (сербохорв. FK Mladost / ФК Младост) — боснийский футбольный клуб из города Велика-Обарска. Выступает в первой лиге Республики Сербской.

## История
Клуб был образован в 1948 году и играл в основном в низших лигах югославской лиги. С распадом Югославии он выступал в лиге Республики Сербской. В сезоне 2012/13 «Младост» выиграла первую лигу Республики Сербской с отрывом в 7 очков от ФК «Слобода» Мрконич-Град и ФК «Козара» Градишка, и в следующем сезоне «Младост» играла уже в высшей лиге.

## Достижения
Первая футбольная лига Республики Сербская (1):
- 2012/13

## Известные игроки
- Бранимир Байич
- Неджо Шука
- Желько Крстич
- Владимир Тодорович
- Младен Миланович
- Деян Зечевич
- Миле Андрич
- Бранислав Ружич

## Известные тренеры
- Мирослав Миланович